# Битка при Руфиджи
Битка при Руфиджи(на английски: Battle of Rufiji Delta, на немски: Seegefecht bei Rufiji) е сражение, продължаващо от октомври 1914 г. до юли 1915 г. по време на Първата световна война в Германска Източна Африка (съвременна Танзания). Битката представлява опит на мощна британска групировка да блокира и унищожи германския бронепалубен крайцер „Кьонигсберг“, което в крайна сметка води до гибелта на последния.

## Предистория
През 1914 г. най-силния немски кораб в Индийския океан е крайцерът „Кьонигсберг“. След повреда в двигателите „Кьонигсберг“ е принуден да се скрие в делтата на река Руфиджи заедно със снабдителния съд „Сомалия“, изчаквайки връщането на повредените части по суша от Дар ес-Салаам, където са изпратени за ремонт. В края на октомври 1914 г. „Кьонигсберг“ е открит от британския крайцер „Чатъм“. На 5 ноември, в района, пристигат крайцерите „Дартмут“ и „Уеймът“ и немския крайцер се оказва блокиран в делтата на реката. В началото на ноември „Чатъм“ със стрелба от голяма дистанция подпалва „Сомалия“, но не успява да уцели „Кьонигсберг“, който се е оттеглил нагоре по течението на реката. Британските кораби са по-силни от „Кьонигсберг“, но заради голямото си газене не могат да влязат речната делта. Екипажът на „Кьонигсберг“ успява да замаскира своя кораб така, че отдалеч да изглежда като растяща на брега на реката гора.

## Сражението

### Блокадата
Британците предприемат няколко опита да потопят „Кьонигсберг“, включително и опит на торпеден катер с малко газене да се приближи (с ескорт) на разстояние за атака, но всички те са отбити с лекота от немските сили, укрепени в делтата. В единия от ръкавите на делтата е потопен брандера „Нюбридж“, за да не позволи на немците да избягат от блокадата, но по-късно британците намират още един ръкав, по който може да се премине. На някои от ръкавите британците поставят макети на мини, но самите те не смятат такова заграждение за надеждно.
Граждански пилот на име Катлер е нает, за да може с помощта на неговия хидроплан „Къртис“ да се направи авиоразузнаване. Самолетът е свален, макар това все пак да доказва присъствието на неуловимия крайцер. Двойка хидроплани „Сопуич“ на Кралската военноморска авиация е изпратена за разузнаване и възможна бомбардировка на кораба, но те бързо излизат от строя непригодни за тропическите условия.
Трите хидроплана „Шорт“ имат повече успех: те правят фотографии на крайцера, преди да ги застигне немския огън и да се стопи лепилото по крилата им от жегата.
Опитът да се потопи крайцера с 12 дюймовите оръдия на стария линкор „Голиат“ също са неуспешни, заради невъзможността на кораба да се приближи в плитката вода на разстояние за стрелба.
Към март 1915 г. немците вече имат проблеми със снабдяването и много от членовете на немския екипаж умират от малария и други тропически болести. Заради откъсването им от външния свят започва да пада и бойния дух на немските моряци. Скоро намерат начин да оправят проблемите с провизиите и възможен вариант да се промъкнат през блокадата. Пленения от Германия търговски кораб „Рубенс“ е преименуван на „Кронберг“, издигат на него датския флаг, фалшифицирани са неговите документи и е събран екипаж от немци, които говорят на датски. След това съдът е натоварен с въглища, полеви оръдия, боеприпаси, прясна вода и продоволствие. След успешно проникване във водите на Източна Африка съда се оказва в опасност да бъде разкрит от английския „Хиацинт“, който го преследва до залива Манза. Там кораба е подпален от екипажа, който го изоставя. По-късно голяма част от товара е спасена от немците, които я използват за наземната отбрана, част от товара е пренесен и на „Кьонигсберг“.

### Потопяване
Два британски монитора от типа „Хъмбер“ с малко газене – „Северн“ и „Мърси“ – са спешно отбуксирани от Малта през Червено море и пристигат на река Руфиджи на 15 юни. Свалени са някои второстепенни части, добавена е защита и под прикритието на останалия флот се насочват към реката. Ескадрила от 4 хидроплана с наземно базиране – 2 Caudron и 2 Farman от остров Мафия – помага на мониторите да са зад линията на немската стрелба. Корабите участват в дуела с „Кьонигсберг“ на далечна дистанция с помощта на наземна коректировка. Макар че „Мърси“ е ударен и първоначално мониторите не постигат резултат, те се връщат на 11 юли. Все пак накрая техните 6-дюймови оръдия подавят въоръжението на крайцера, силно го повреждат и го потопяват. Около 14:00 командирът Лооф е принуден окончателно да унищожи своя кораб, взривявайки торпедата му. След тези събития вече Великобритания е безспорно най-силната морска държава в Индийския океан.

## Последствия
На следващия ден 33 убити немци са погребани от 188 оцелели от екипажа. На това място сега има паметник с надпис: „Beim Untergang S.M.S. Königsberg am 11.7.15 gefallen…“, със списък на погребаните. Немците възстановяват скорострелните 105 mm оръдия, свалени от „Кьонигсберг“, поставят ги на импровизирани железопътни платформи и ги използват с голям успех като мощни полеви оръдия в своята партизанска кампании против съюзниците в Източна Африка. Оръдията са използвани и като брегова артилерия на пристанището на Дар ес-Салаам, едно от тях даже е поставено на пътническия кораб „Граф фон Гьотцен“. Последното оръдие замлъква октомври 1917 г.. Останалите живи членове на екипажа на „Кьонигсберг“ продължават да служат в наземните войски под командването на генерал-майор Паул Емил фон Летов-Форбек.
Съхранени до днес са три 105 mm оръдия: едно от тях е изложено във Форт Джийсъс в Момбаса, Кения, друго в Претория в Южна Африка и третото в казармите на град Джинджа в Уганда. Съществуват слухове за четвърто оръдие някъде в Демократична република Конго, но без каквито и да е потвърждения.